# Вайтмен (авіабаза)
Авіаба́за Вайтмен (англ. Whiteman Air Force Base, (IATA: SZL, ICAO: KSZL, FAA ідент. місц.: SZL) — чинна військово-повітряна база Повітряних сил США, розташована на південь від Ноб-Ностера, штат Міссурі. База є пунктом постійної дислокації стратегічних бомбардувальників B-2 Spirit. Він названий на честь другого лейтенанта Джорджа Вайтмена, який загинув під час японської атаки на Перл-Гарбор.
База займає 5566 акрів (2252 га) землі та обслуговується 509-ю цивільною інженерною ескадрильєю.

## Історія
У 1942 році Повітряний корпус Армії США вибрав місце сучасної бази для планерної бази Седалія, навчальної бази для підготовки планеристів Waco CG-4. Офіційно базу відкрили 6 серпня 1942 року. 12 листопада 1942 року назву було змінено на аеродром Седалія.
Після закінчення Другої світової війни операції на аеродромі припинилися і багато будівель були покинуті. У грудні 1947 року база була переведена в недіючий стан. У жовтні 1952 року базу передали 340-му бомбардувальному крилу. Було вдосконалено злітно-посадкову смугу 1942 року, а також інші об'єкти бази. Стратегічне повітряне командування планувало використовувати її для прийому важких бомбардувальних ескадрилей, які літають на B-47 «Стратоджет» і KC-97 «Стратофрейтер». Перший B-47 приземлився на базі в березні 1954 року.
3 грудня 1955 року база була перейменована в базу ПС Вайтмен на честь другого лейтенанта Джорджа А. Вайтмана, пілота повітряного корпусу армії, який загинув під час японської атаки на Перл-Гарбор, намагаючись злетіти з Беллоуз-Філд.

## Дислокація
На авіаційній базі Вайтмен базуються формування: Бойового Командування, Командування резерву та Командування глобальних ударів Повітряних сил США, а також Повітряних сил Національної гвардії США.
Основні формування:
- Командування глобальних ударів ПС США
  - 8-ма повітряна армія (Барксдейл, Луїзіана)
    - 509-те бомбардувальне крило (B-2A Spirit, T-38 Talon)
- Бойове командування ПС США
  - 12-та повітряна армія (Девіс-Монтен, Аризона)
    - 432-ге крило (General Atomics MQ-9 Reaper)

  - Центр бойових дій Повітряних сил США
    - 53-тє крило (B-2A Spirit)
    - 57-ме крило (B-2A Spirit)
- Резерв Повітряних сил США
  - 10-та повітряна армія (Форт-Ворт, Техас)
    - 442-ге винищувальне крило (OA/A-10A)
- Повітряні сили Національної гвардії США
  - Повітряні сили Національної гвардії Міссурі
    - 131-ше бомбардувальне крило (B-2A Spirit)
- Національна Гвардія Армії США
  - 35-та піхотна дивізія
- Бойове експедиційне командування ВМС США
  - Прибережні річкові сили

## Галерея

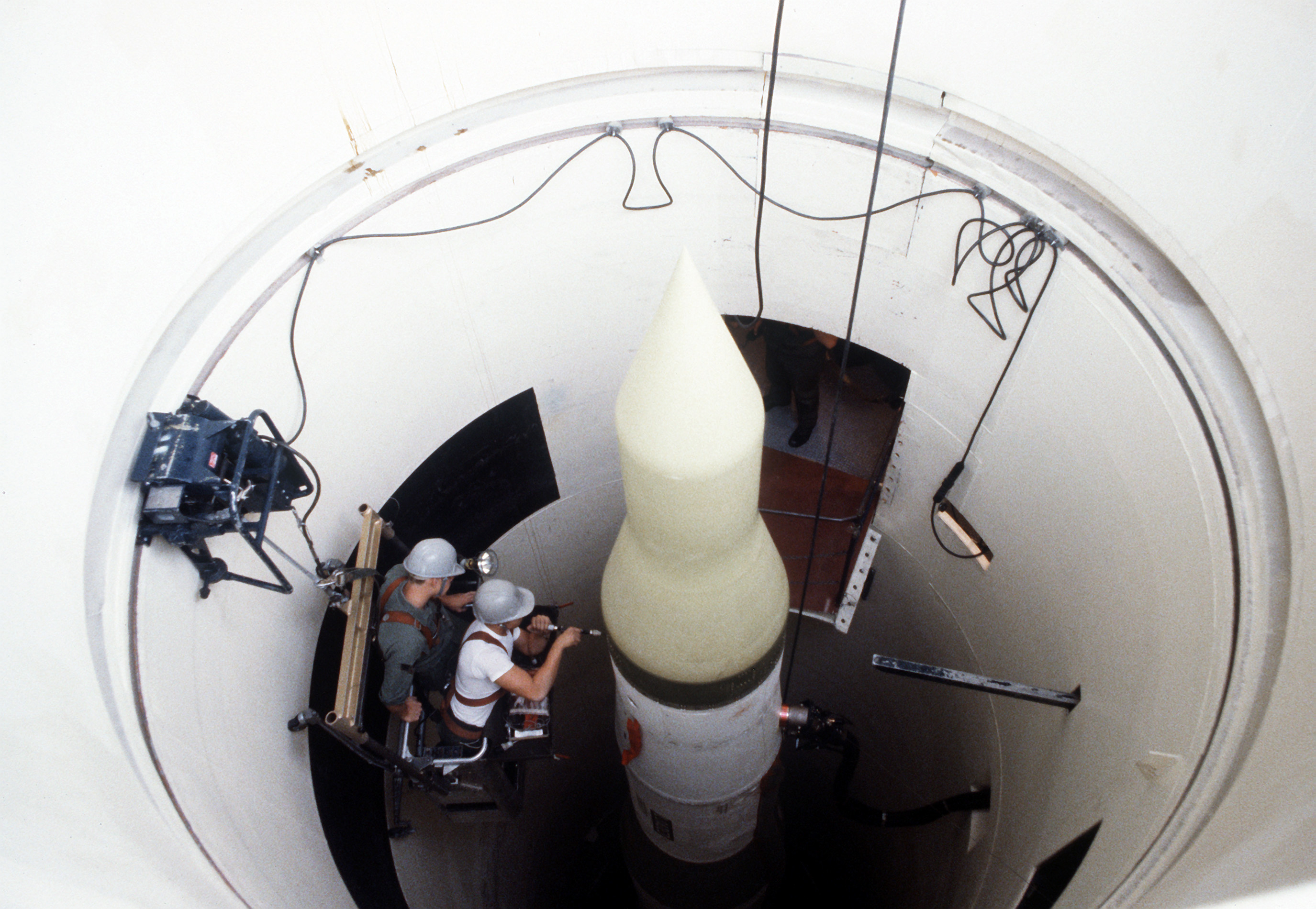
Міжконтинентальна балістична ракета LGM-30 Minuteman II в пусковій шахті на базі. 1 січня 1980
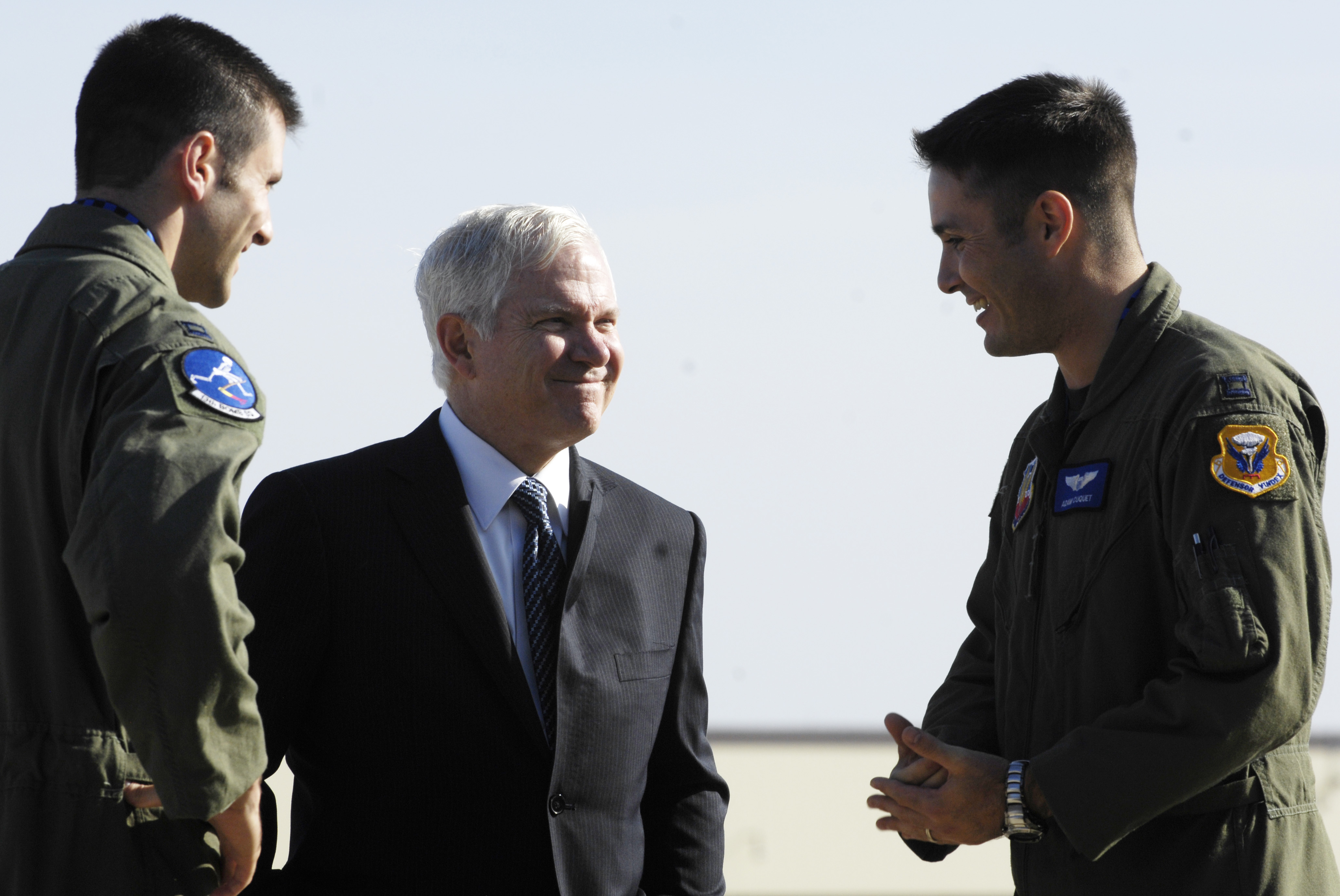
Міністр оборони США Роберт Гейтс під час офіційного візиту на авіабазу Вайтмен. 20 листопада 2007
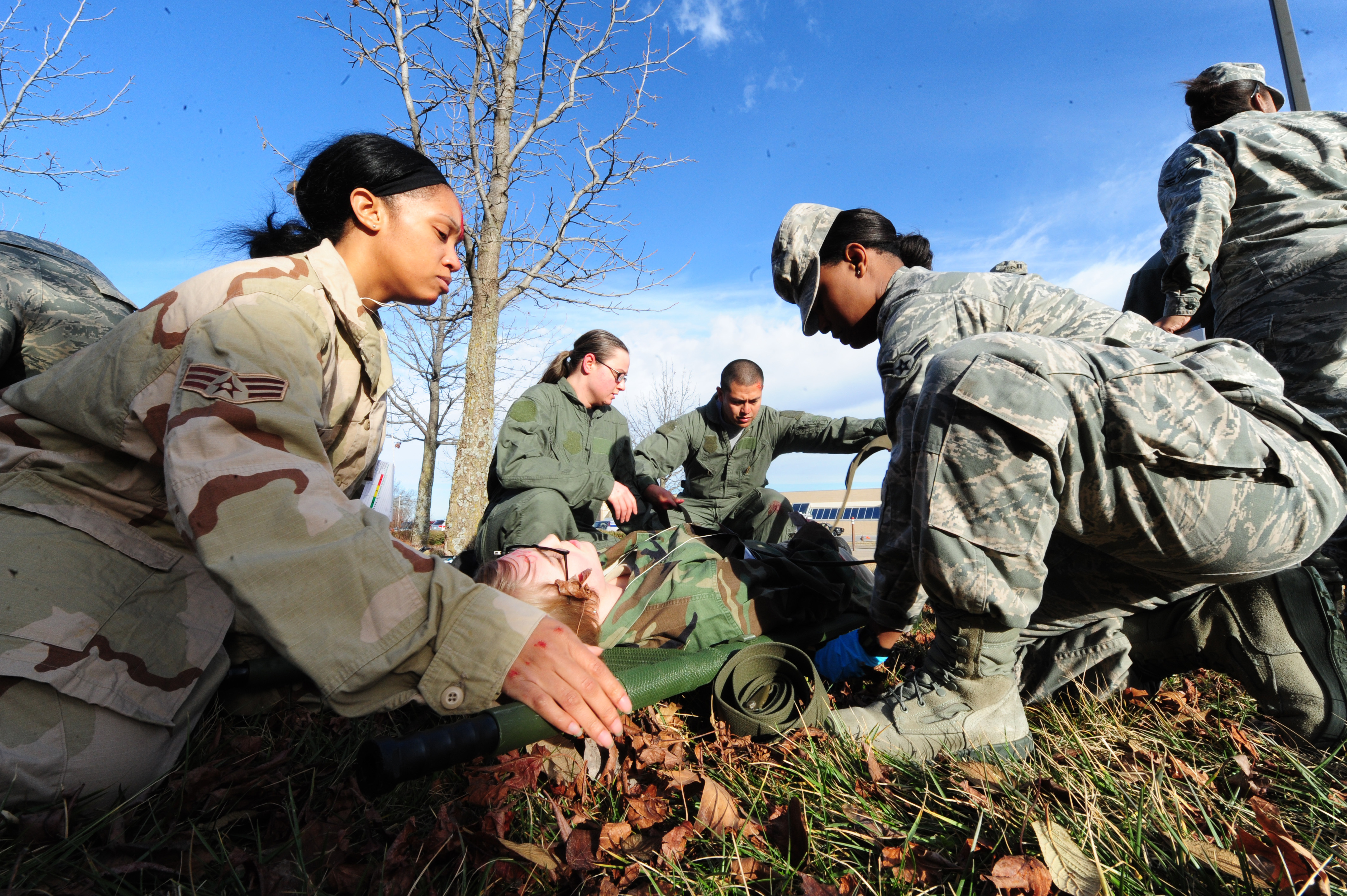
Тренування з тактичної медицини[[|]] з військовослужбовцями бази. 23 лютого 2012
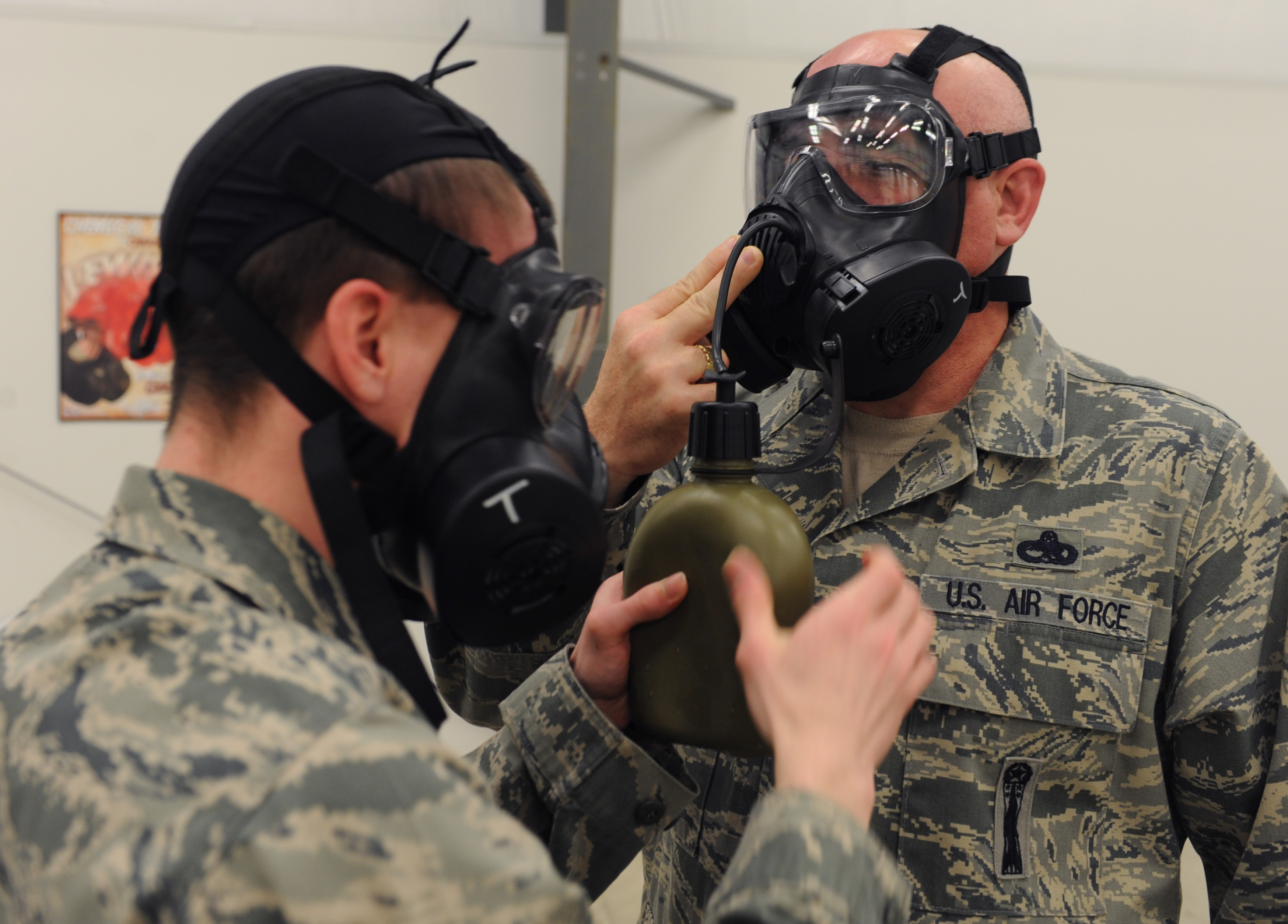
Навчальні заняття з РХБ захисту на авіабазі. 13 листопада 2012
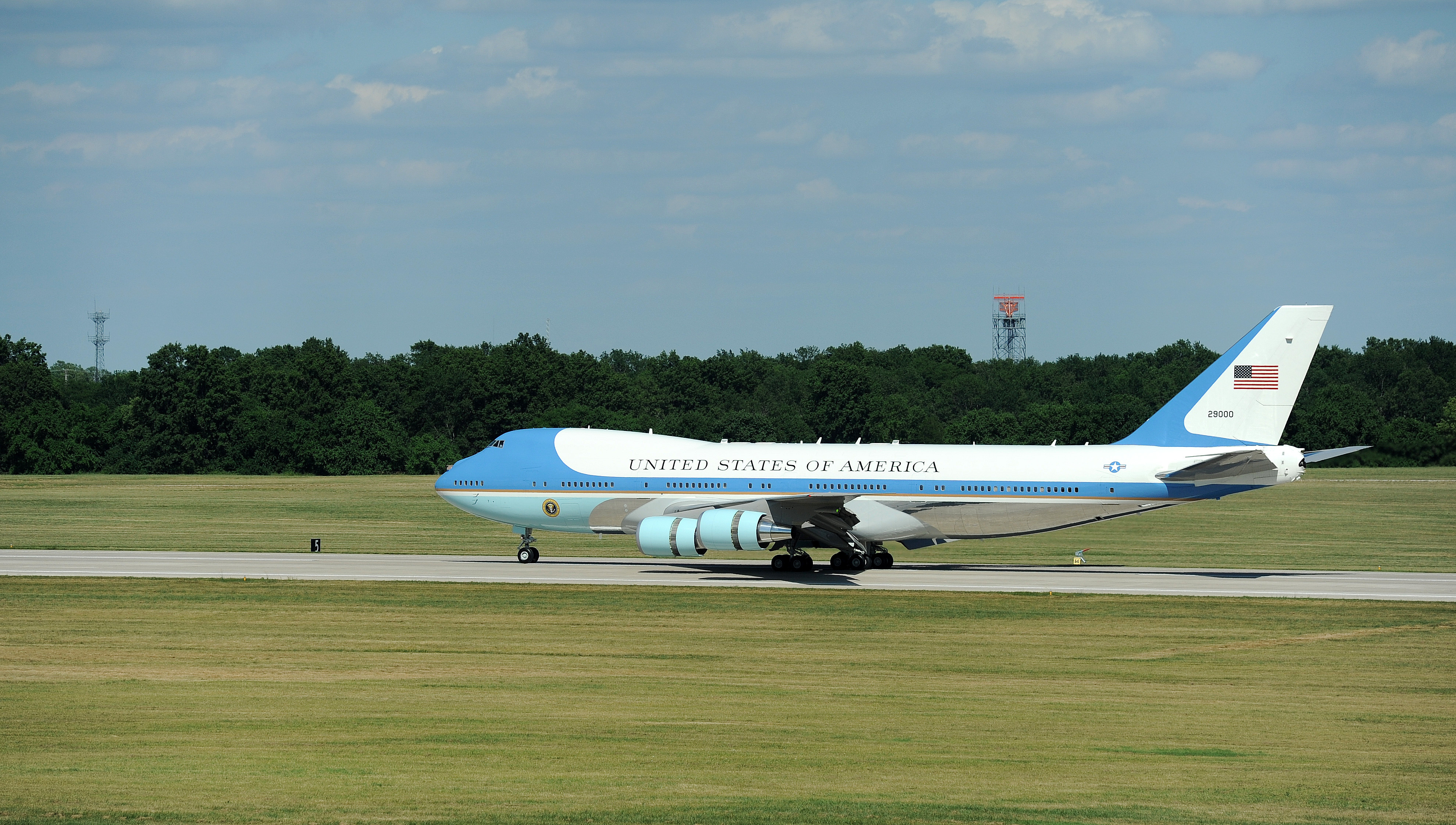
Приземлення літака Air Force One з Президентом США Бараком Обамою на борту в ході офіційного відвідування авіабази. 24 липня 2013
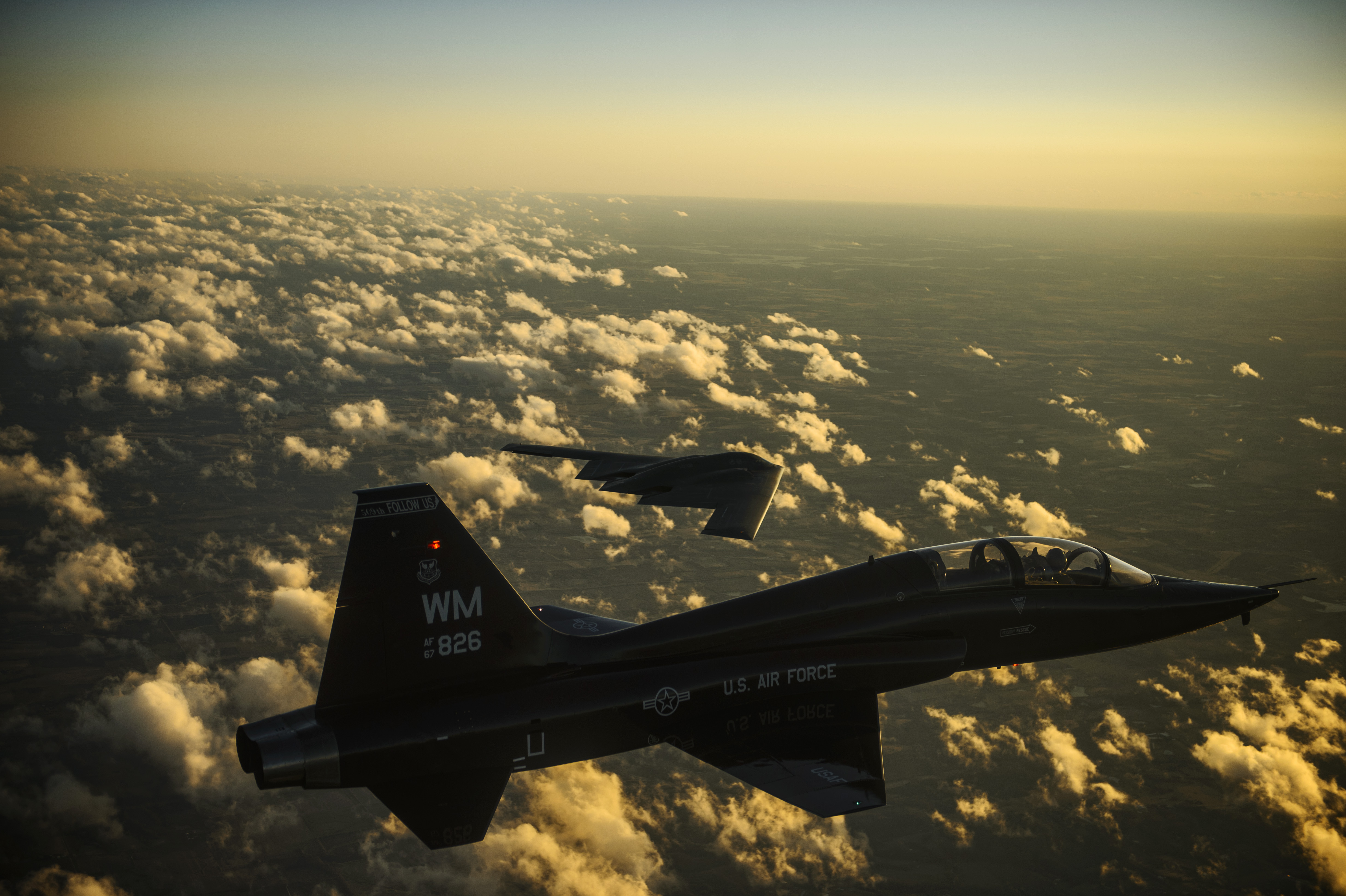
Тренувальний політ B-2A Spirit і T-38 Talon над авіабазою Вайтмен. 20 лютого 2014
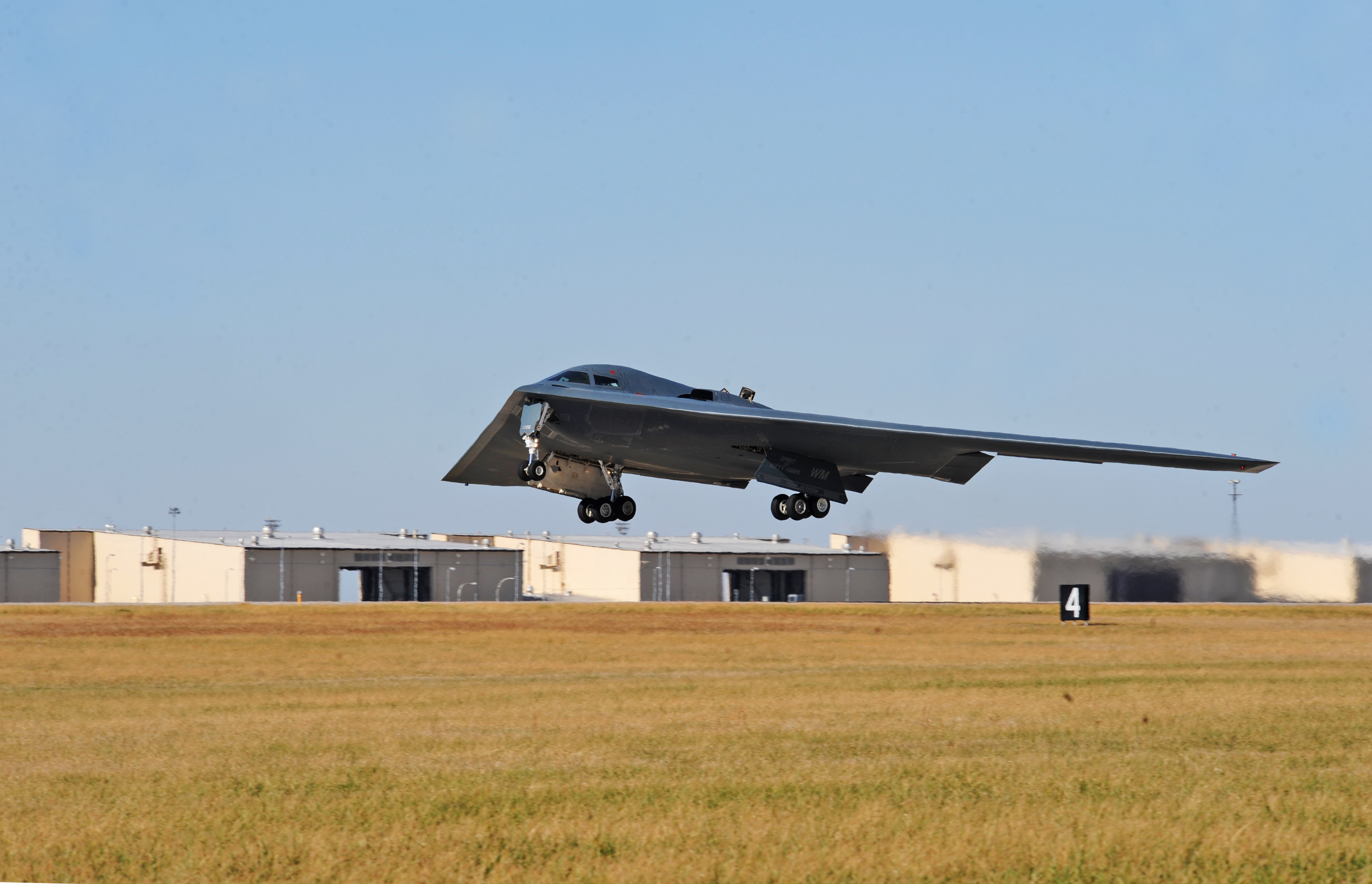
Зліт стратегічного бомбардувальника B-2A Spirit на ЗПС бази. 8 листопада 2015
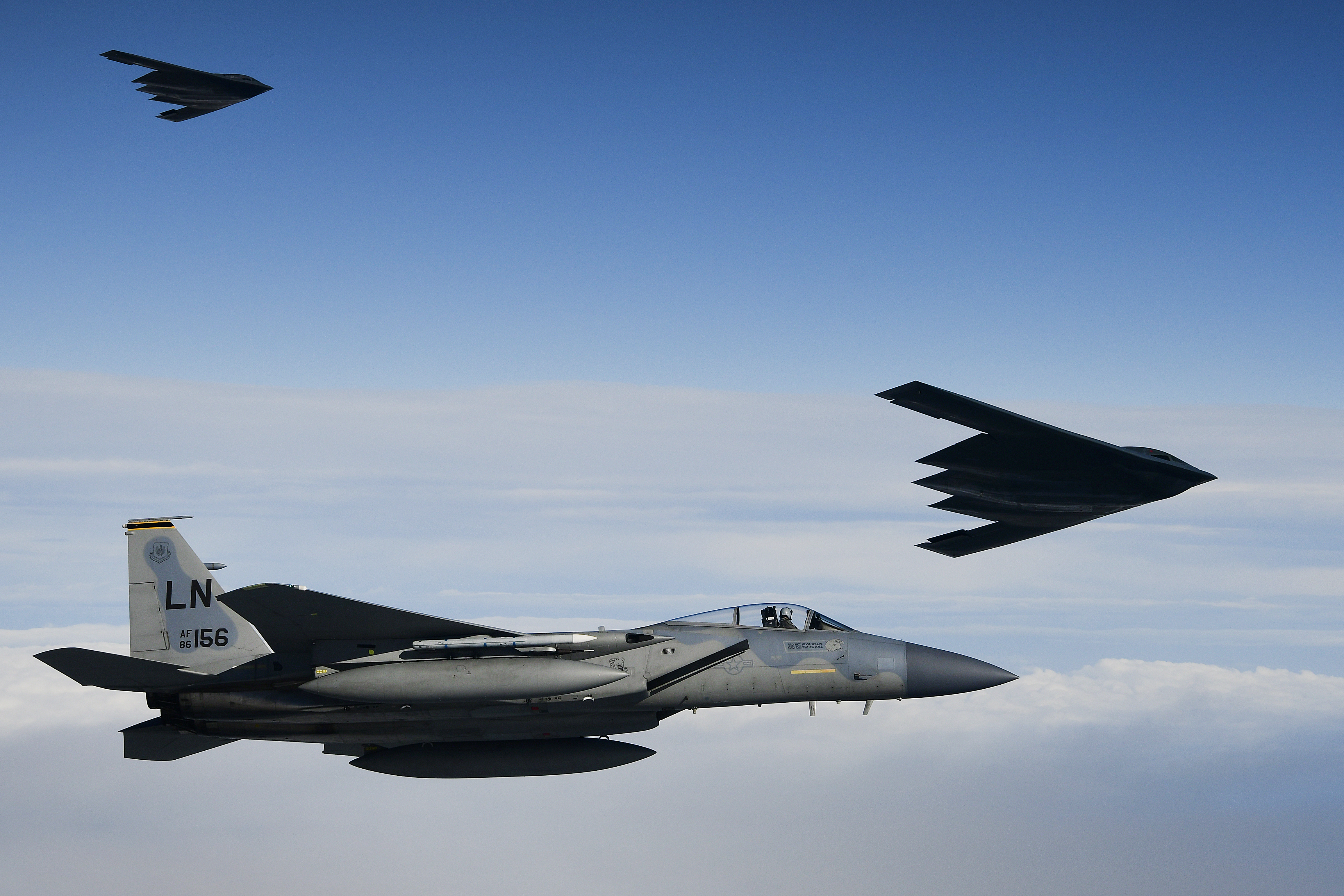
Бомбардувальна оперативна група «Європа» 20-2 на навчальних польотах. 13 березня 2020
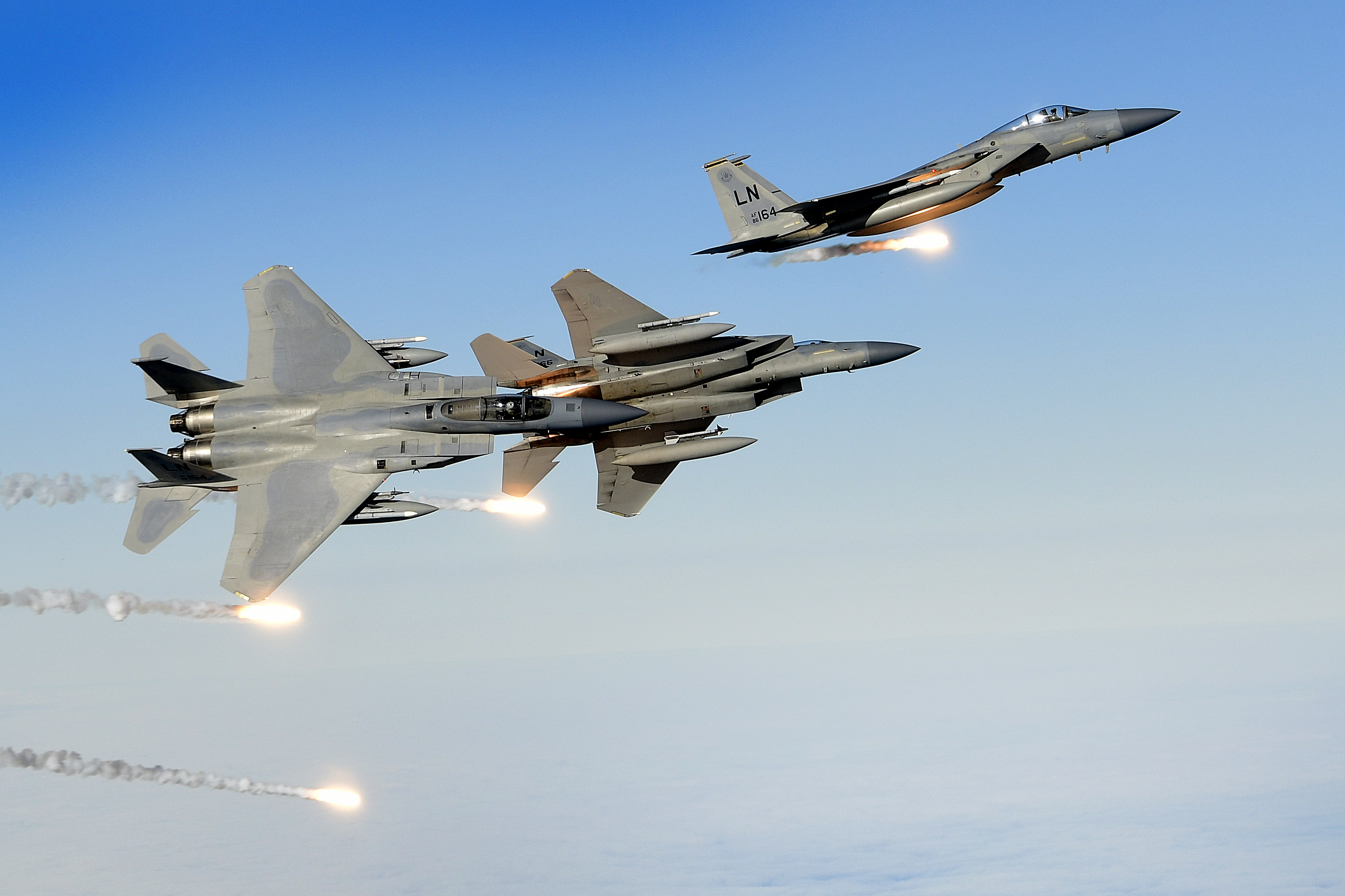
Навчальні польоти винищувачів F-15C «Ігл». 16 березня 2020
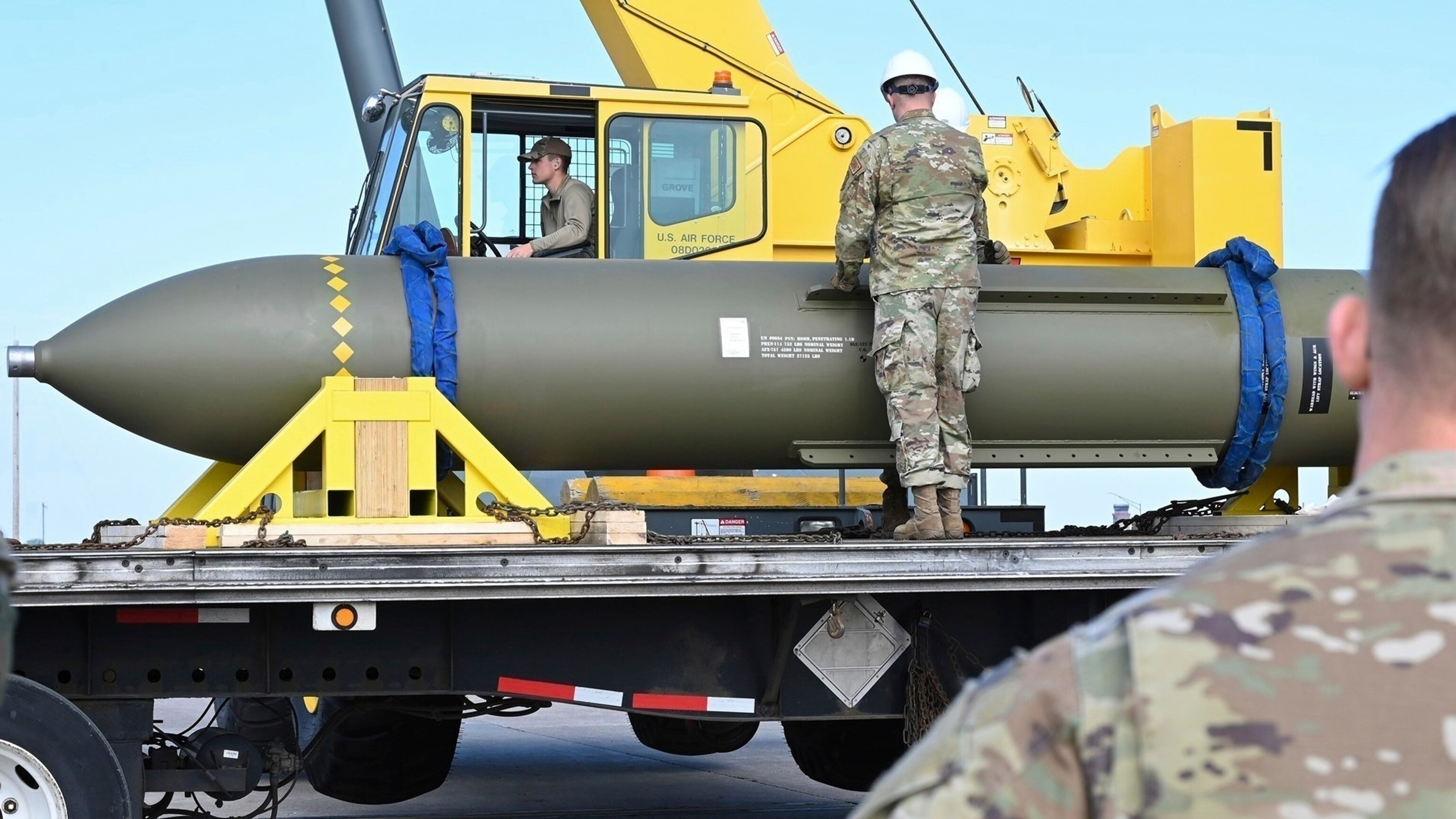
Американська протибункерна авіаційна бомба GBU-57A/B MOP під час перевезення для спорядження на бомбардувальник. 22 травня 2023